# Nemrik
Nemrik és un jaciment arqueològic del Neolític primerenc situat a la governació de Dohuk, al nord de l'Iraq. El lloc va estar ocupat al voltant de 10000-8000 aC, durant el Neolític preceràmic.
El jaciment té una superfície aproximada d'1,8 hectàrees (18.000 m²) i va ser excavat entre 1985 i 1987 per Stefan Karol Kozłowski i Karol Szymczak de la Universitat de Varsòvia com a part del projecte de rescat de la presa de Mossul. Es troba a la terrassa del Tigris, a prop de les muntanyes kurdes, i es troba a una altitud de 345 metres. Es van trobar molts edificis arrodonits amb patis comunitaris. Els edificis tenien forats de poste i bancs, amb parets fetes de maons de tova i cobertes amb argila. Les eines de pedra que es troben al lloc inclouen morters, pedres per la molta, molins de mà, destrals i pedres per a polir. S'han descobert alguns exemples rars de pedra tallada, inclosa una peça de marbre. També es van trobar alguns ornaments decoratius, incloent perles, penjolls, cloïsses i ornaments ossis. S'han recuperat alguns objectes d'art en pedra i argila, en forma de caps i animals, incloent una sèrie de setze caps d'ocells.
L'anàlisi de la fauna va ser realitzada per A. Lasota-Moskalewska i va trobar relativament poques restes d'ovelles domèstiques, cabres, porcs i bestiar boví. Altres ossos trobats incloïen diversos antílops, el xacal, el cérvol, el senglar, el toixó i el cavall. Es van trobar algunes closques de caragols que també s'ha considerat una font d'aliment. També hi havia proves d'una pantera i bùfal indi. Mark Nesbitt va trobar restes de plantes al lloc com ara vicia, pèsols i llenties, encara que no es va poder determinar la seva domesticació. El lloc estava molt ben situat entre els dos tipus de terreny (d'estepa herbosa i el bosc) i es considera que és d'importància clau per a la investigació d'estructures de les poblacions del Neolític preceràmic.
Els enterraments han lliurat les restes d'almenys 96 persones enterrades al lloc. A les fases més antigues són enterrades sota les residències, aparentment després d'haver exposat el seu cadàver, sovint es barregen els ossos de diversos individus. Al segon període d'ocupació del lloc, els adults són enterrats en enterraments individuals agrupats en un cementiri situat a la vora del poble, aparentment sense haver estat exposats abans de l'enterrament.
L'anàlisi d'aquestes restes indica que els habitants de Nemrik consumien principalment cereals. Entre les patologies dentals, les càries són rares, però és freqüent la hipoplàsia lineal de l'esmalt. No hi ha rastres de violència interpersonal o trauma vinculat a la caça (a diferència del cementiri més antic de Shanidar B2), les deformacions dels ossos provenen més aviat d'inflamacions vinculades a infeccions. Aquests esquelets són força robustos, mostrant una important activitat física.